# Сато, Ю
Ю Сато (яп. 佐藤優; род. 17 апреля 2002, Сайтама) — японский хоккеист, нападающий. Игрок клуба ВХЛ «Динамо-Алтай».

## Карьера
Так как в Японии возможностей заниматься хоккеем было мало, то родители решили отправить сына на хоккейную учёбу в Россию — в школу московских «Крыльев Советов». C 2013 года Ю Сато начал выступать на уровне открытого чемпионата Москвы среди юношей. В 2019 году молодой хоккеист перебрался в Канаду, где присоединился к команде «Квебек Ремпартс», выступающей на уровне Главной юниорской лиге Квебека (QMJHL). Через год Ю Сато перешёл в клуб «Линкольн Старз», представляющий хоккейную лигу США (USHL).
Летом 2022 года на Сато обратили внимание скауты из России, и хоккеист был приглашён в систему нижегородского клуба «Торпедо». После серии предсезонных матчей в составе нижегородцев с Сато был заключён полноценный контракт, рассчитанный на один сезон.
9 октября 2022 года в матче регулярного сезона КХЛ между «Торпедо» и минским «Динамо» (5:2) Сато стал первым в истории японским хоккеистом, забросившим шайбу на уровне КХЛ. Всего в сезоне 2022/23 сыграл 40 матчей и набрал 10 очков (5+5). В плей-офф сыграл один матч.
В сезоне 2023/24 выступал за фарм-клубы «Торпедо» АКМ и «Дизель» в ВХЛ.
С 2024 года выступает за «Динамо-Алтай». 